# Thamnornis
Genre
Thamnornis est un genre monotypique de passereaux de la famille des Bernieridae. Il est endémique du Sud-Ouest de Madagascar.

## Liste des espèces
Selon la classification de référence du Congrès ornithologique international (version 8.1, 2018) :
- Thamnornis chloropetoides (Grandidier, A, 1867) — Kiritika malgache, Fauvette chloropetoïde, Nésille kiritika